# Помилование
Помилование — акт верховной власти (обычно главы государства), полностью или частично освобождающий осуждённого от назначенного или могущего быть назначенным впоследствии наказания, либо заменяющий назначенное ему судом наказание более мягким. Актом помилования может также сниматься судимость с лиц, ранее отбывших наказание. 
Акты помилования имеют всегда индивидуальный характер, то есть они принимаются в отношении конкретного лица или нескольких определённых лиц.

## История
Помилование представляет собой один из древнейших институтов уголовного права, появившийся одновременно с государственной властью и системой правосудия. Он был закреплён уже в законах Хаммурапи. Оно широко применялось монархами (в том числе российскими) на протяжении всех периодов истории.
Ввиду того, что право помилования зачастую применялось монархами чрезмерно широко, это зачастую приводило к безнаказанности преступников, имевших связи при дворе. Поэтому в эпоху Просвещения право помилования подвергалось критике со стороны многих выдающихся мыслителей (например, Канта и Вольтера). Чезаре Беккариа писал о помиловании:

По мере смягчения наказаний милосердие и прощение становятся менее необходимыми. Счастлива та нация, у которой они считаются пагубными. Итак, милосердие — это добродетель, которая иногда дополняет круг обязанностей, взятых на себя престолом. Ей не должно быть места в совершенном законодательстве, где наказания умеренны, а суд праведен и скор. Эта истина покажется суровой тому, кто живёт в стране с неупорядоченной системой уголовного законодательства. А потому в этой стране потребность в прошении и милосердии прямо зависит от нелепости законов и суровости приговоров. Прощение и милосердие являются самой любимой прерогативой престола и желанным атрибутом верховной власти…. Однако если учесть, что милосердие — добродетель законодателя, а не исполнителей законов, что эта добродетель должна проявляться во всем блеске в кодексе, а не в специальных судебных решениях, то показывать людям, что преступления могут прощаться и что наказание не обязательное их следствие, значит порождать в них иллюзию безнаказанности и заставлять их верить, что если можно добиться прощения, то приведение в исполнение приговора непрощенному скорее акт насилия власти, чем результат правосудия. Что можно сказать о помиловании государем, то есть об уступке со стороны гаранта общественной безопасности частному лицу, преступившему закон? Только то, что этому личному акту непросвещенной благотворительности придается сила акта государственной власти, декретирующего безнаказанность.
— Беккариа Ч. О преступлениях и наказаниях. — М.: Инфра-М, 2004. — С. 155.
Данные соображения сыграли свою роль при принятии первого буржуазного уголовного кодекса (УК Франции 1791 года), в который институт помилования не был включён как противоречащий принципу равноправия граждан.
Несмотря на это, институт помилования сохраняется в большинстве государств мира и закреплён в международных актах. Так, Международный пакт о гражданских и политических правах в ч. 4 ст. 6 содержит положение о том, что всем приговорённым к смертной казни предоставляется право просить о помиловании, и что помилование или замена смертного приговора могут быть дарованы во всех случаях.

## Помилование в странах мира
Как правило, конституционным правом помилования наделён глава государства, однако в некоторых федеративных государствах им обладает также глава субъекта (региона) федерации (например, в США по проступкам, находящимся в юрисдикции какого-либо штата, правом помилования наделён губернатор соответствующего штата).
Основанием применения помилования могут служить соображения гуманности или раскаяние осуждённого, однако нередко применение помилования носит политический характер (так, например, в декабре 2000 года в России был помилован Э. Поуп, осуждённый за шпионаж в пользу США к 20 годам лишения свободы в колонии строгого режима; в качестве основания в президентском указе упоминались не только гуманность и состояние здоровья осуждённого, но и «высокий уровень отношений между РФ и США»).
Обычно помилование применяется к лицам, осуждённым к наиболее строгим видам наказания. Акт помилования может заключаться в замене наказания более мягким либо полном освобождении от наказания, что соответствует законодательству стран СНГ. С лица, отбывшего наказание, актом помилования может быть снята судимость.
Законодательство отдельных государств имеет особенности, касающиеся сферы применения и процедуры помилования. Так, согласно ст. 29 Конституции Исландии, президенту страны предоставляется право не только помилования осуждённых лиц, но и прекращения уголовного преследования на досудебных стадиях, если на то имеются уважительные причины. В Италии существует два вида помилования: indulto и grazia, разница которых заключается в субъекте принятия решения о помиловании —- первое предоставляется парламентом путём принятия закона, утверждаемого большинством в 2/3 обеих палат парламента, второе — президентом. Согласно Конституции Швейцарии (ст. 173), право помилования предоставляется исключительно парламенту.
В некоторых странах (Беларусь, Туркменистан, Узбекистан, а также Великобритания и США) помилование может быть связано с условным освобождением от наказания: при совершении помилованным в течение определённого срока нового преступления наказание за прежнее преступление восстанавливается, и к нему присоединяется наказание за новое преступление.

## Помилование в Российской Федерации
В России право осужденного просить о помиловании закреплено Конституцией, а право помилования принадлежит президенту страны. На практике в 2010-е годы помилование применялось в России крайне редко — не более 10 случаев в год и иногда в политических целях. Например, в 2016 году была помилована с нарушением процедуры помилования украинская летчица Надежда Савченко с целью обмена на двух осужденных на Украине граждан России.

### Основные сведения
Основные положения о помиловании содержатся в Конституции (статьи 50, 71 и 89), Уголовном кодексе (статья 85), Уголовно-исполнительном кодексе (статья 176) Российской федерации.
Специально помилованию посвящён Указ Президента РФ от 28 декабря 2001 г. № 1500 «О комиссиях по вопросам помилования на территориях субъектов Российской Федерации» и утвержденное им «Положение о порядке рассмотрения ходатайств о помиловании в Российской Федерации»
Конституция не раскрывает понятие «помилование». Она лишь:
- перечисляя права и свободы человека и гражданина, признаёт за каждым осуждённым право просить о помиловании или смягчении наказания (статья 50, часть 3-я);
- описывая федеративное устройство, относит помилование к ведению Федерации (статья 71, пункт «о»)
- перечисляя полномочия Президента, относит к ним осуществление помилования (статья 89, пункт в).

В период становления федерализма в России наблюдались попытки делегировать осуществление полномочий по помилованию главам субъектов РФ. Так, Договор между Российской Федерацией и Республикой Башкортостан от 03.08.1994 «О разграничении предметов ведения и взаимном делегировании полномочий между органами государственной власти Российской Федерации и органами государственной власти Республики Башкортостан» содержит положение, согласно которому помилование лиц, осужденных судами Республики Башкортостан находилось в ведении Республики Башкортостан. В Конституции Республики Башкортостан до 2002 года содержался п. 19 ст. 95, согласно которому Президент «осуществляет право помилования граждан, осужденных судами Республики Башкортостан». Аналогичные положения содержались в Договоре между Российской Федерацией и Республикой Татарстан от 15.02.1994 «О разграничении предметов ведения и взаимном делегировании полномочий между органами государственной власти Российской Федерации и органами государственной власти Республики Татарстан». Однако Конституционный Суд РФ в Постановлении № 10-П от 7 июня 2000 года «По делу о проверке конституционности отдельных положений Конституции Республики Алтай и Федерального закона „Об общих принципах организации законодательных (представительных) и исполнительных органов государственной власти субъектов Российской Федерации“» указал, что «…договорами, соглашениями не могут передаваться, исключаться или иным образом перераспределяться установленные Конституцией Российской Федерации предметы ведения Российской Федерации и соответствующие полномочия федеральных органов исполнительной власти». Верховный Суд РФ определением от 17.04.2001 № 49-Г01-23 признал не соответствующим Конституции РФ и федеральному законодательству предоставление Президенту Башкортостана полномочий по помилованию. 3 декабря 2002 года соответствующие положения были исключены из Конституции Башкортостана.
Понятие «помилование» раскрывается в 85-й статье УК РФ (которая так и называется: «Помилование») следующим образом: «Актом помилования лицо, осужденное за преступление, может быть освобождено от дальнейшего отбывания наказания либо назначенное ему наказание может быть сокращено или заменено более мягким видом наказания. С лица, отбывшего наказание, актом помилования может быть снята судимость». В отличие от ранее действовавшего законодательства, не предусматривается освобождение от уголовной ответственности и замена лишения свободы условным осуждением в порядке помилования. Помилование не может отменить последствия уже исполненных наказаний (например, штрафа или лишения специального, воинского и почётного звания, классного чина и государственных наград). Помилование также не освобождает лицо от гражданской ответственности за причинение вреда.
Кроме того, эта статья указывает, что помилование осуществляется в отношении индивидуально определенного лица, и вслед за 89-й статьёй Конституции относит осуществление помилования к ведению Президента РФ.
В отличие от амнистии, помилование в России применяется только к лицам, в отношении которых имеется вступивший в законную силу приговор суда. Кроме того, акт помилования не носит нормативного характера: он является актом применения права. Данный акт является непосредственным юридическим основанием для применения последствий помилования, принятие решения ещё каким-либо органом не требуется.
Закон не содержит ограничений, касающихся тяжести преступления, характеристик личности преступника, его поведения в период отбывания наказания и отбытия определённого срока наказания до помилования.
В то же время, Указ № 1500, определяющий порядок рассмотрения ходатайств о помиловании, отмечает, что помилование, как правило, не применяется к следующим категориям лиц:
- совершивших умышленное преступление в период назначенного судом испытательного срока условного осуждения;
- злостно нарушающих установленный порядок отбывания наказания;
- ранее освобождавшихся от отбывания наказания условно-досрочно;
- ранее освобождавшихся от отбывания наказания по амнистии;
- ранее освобождавшихся от отбывания наказания актом помилования;
- которым ранее производилась замена назначенного судом наказания более мягким наказанием.

Развивая положение 50-й статьи Конституции, статья 176-я УИК РФ, введённая Федеральным законом от 08.12.2003 № 161-ФЗ, озаглавленная «Порядок обращения с ходатайством о помиловании», определяет, что «ходатайство о помиловании осужденный подает через администрацию учреждения или органа, исполняющего наказание».
В 1990-х годах помилование широко применялось в отношении осуждённых к смертной казни в рамках политики постепенного сокращения применения данного вида наказания. В порядке помилования наказание данным лицам заменялось пожизненным лишением свободы или длительными сроками лишения свободы. Ст. 59 УК РФ предусматривает, что смертная казнь в порядке помилования может заменяться пожизненным лишением свободы или лишением свободы на срок 25 лет. В настоящее время ни одного осуждённого к смертной казни в учреждениях, исполняющих наказание, не содержится.

### Статистика
До декабря 2001 года в Российской Федерации действовала (созданная указом Президента РФ от 12 января 1992 г. № 17) Комиссия по помилованию при президенте РФ. Деятельность данной комиссии подвергалась критике со стороны учёных и общественности в связи с чрезмерно широкими масштабами (1992 год — 2726 осужденных; 1995 — 4988; 1999 — 7418; 2000 — 8650), а также освобождением от наказания лиц, осуждённых за тяжкие преступления (только за 2000 год было помиловано 2680 лиц, осужденных за умышленные убийства; 2188 — за причинение тяжелого вреда здоровью; 18 — за похищение человека; 14 — за бандитизм), нарушавших режим отбывания наказания, рецидивистов. В результате комиссия была упразднена указом президента от 28 декабря 2000 года, который учреждал комиссии по вопросам помилования на территории субъектов Российской Федерации. Указ также утверждал Положение о порядке рассмотрения ходатайств о помиловании. Владимир Путин, распуская комиссию, пояснил свое решение так: «Они только жалели, а нужно не только жалеть».
В настоящее время помилование (в отличие от амнистий, носящих массовый характер) рассматривается как исключительная мера. В современной России, после ликвидации Комиссии, помилование в России стало редким явлением. Например, в 2014 году Владимир Путин помиловал 5 человек (при числе поданных ходатайств 4,7 тысяч), а в 2015 году — только 2-х человек. Правозащитники указывают на недостаточное применение помилования и забюрократизированность его процедуры.

### Процедура помилования
Указ № 1500, изданный Президентом Путиным 28 декабря 2001 года, определил многоступенчатую процедуру рассмотрения ходатайства о помиловании. В соответствии с нею ходатайство о помиловании должно пройти по цепочке инстанций:
- администрация учреждения или органа, исполняющего наказание, или следственного изолятора;
- территориальный орган уголовно-исполнительной системы;
- комиссия по вопросам помилования на территории субъекта Российской Федерации (представляет заключение о целесообразности применения акта помилования);
- высшее должностное лицо субъекта Российской Федерации (вносит Президенту РФ представление о целесообразности применения акта помилования);
- Президент РФ.

Лица, уже отбывшие наказание и ходатайствующие о помиловании в виде снятия судимости, направляют своё ходатайство непосредственно в комиссию по вопросам помилования.
Ходатайство о помиловании подаётся в письменной форме.

#### Комиссии по вопросам помилования
Основными задачами комиссии по вопросам помилования на территории субъекта Российской Федерации являются:
- предварительное рассмотрение ходатайств о помиловании осужденных, отбывающих наказание в учреждениях уголовно-исполнительной системы, находящихся на территории субъекта Российской Федерации, осужденных, содержащихся в следственных изоляторах, привлеченных к участию в следственных действиях или в судебном разбирательстве, а также лиц, отбывших назначенное судом наказание и имеющих неснятую судимость;
- подготовка заключений по материалам о помиловании для дальнейшего представления высшему должностному лицу субъекта Российской Федерации (руководителю высшего исполнительного органа государственной власти субъекта Российской Федерации);
- осуществление общественного контроля за своевременным и правильным исполнением на территории субъекта Российской Федерации указов Президента Российской Федерации по вопросам помилования, а также за условиями содержания осужденных;
- подготовка предложений о повышении эффективности деятельности учреждений и органов уголовно-исполнительной системы, иных государственных органов, находящихся на территории субъекта Российской Федерации, по вопросам помилования осужденных, а также социальной адаптации лиц, отбывших наказание.

Состав комиссии по вопросам помилования на территории субъекта Российской Федерации и председатель комиссии утверждаются высшим должностным лицом субъекта Российской Федерации. В состав комиссии входят не менее 11 человек. Членами комиссии могут быть граждане Российской Федерации, имеющие высшее образование, пользующиеся уважением у граждан и имеющие безупречную репутацию. Решение комиссии считается правомочным, если на её заседании присутствуют не менее половины членов комиссии. Решения принимаются большинством голосов присутствующих на заседании членов комиссии. При равенстве голосов членов комиссии голос председателя комиссии является решающим. Состав комиссии обновляется на одну треть один раз в два года. Не менее двух третей состава комиссии формируется из представителей общественности. Члены комиссии осуществляют свою деятельность на общественных началах.
Комиссия не позднее чем через 30 дней со дня получения ходатайства о помиловании представляет заключение о целесообразности применения акта помилования в отношении осужденного высшему должностному лицу субъекта Российской Федерации
При рассмотрении ходатайства о помиловании комиссией принимаются во внимание:
- характер и степень общественной опасности совершенного преступления;
- поведение осужденного во время отбывания или исполнения наказания;
- срок отбытого (исполненного) наказания;
- совершение осужденным преступления в период назначенного судом испытательного срока условного осуждения;
- применение ранее в отношении осужденного акта амнистии, помилования или условно-досрочного освобождения от наказания;
- возмещение материального ущерба, причиненного преступлением;
- данные о личности осужденного: состояние здоровья, количество судимостей, семейное положение, возраст;
- другие обстоятельства, если комиссия сочтет их существенными для рассмотрения ходатайства.

#### Дальнейший порядок рассмотрения ходатайства
Высшее должностное лицо субъекта Российской Федерации вносит Президенту Российской Федерации представление о целесообразности применения акта помилования в отношении осужденного или лица, отбывшего назначенное судом наказание и имеющего неснятую судимость.
Список лиц, рекомендованных высшим должностным лицом субъекта Российской Федерации к помилованию, подлежит опубликованию в средствах массовой информации соответствующего субъекта Российской Федерации. Опубликованию подлежит информация, содержащая фамилию и инициалы каждого осужденного, рекомендованного к помилованию, а также указание на статью уголовного закона, по которой он осужден. При этом высшее должностное лицо может также обнародовать мотивы, которыми оно руководствовалось при принятии соответствующего решения.
Направленное главой субъекта Российской Федерации в адрес Президента Российской Федерации представление к помилованию поступает в Управление Президента по обеспечению конституционных прав граждан Администрации Президента Российской Федерации, отвечающее за организационное обеспечение реализации Президентом Российской Федерации его конституционных полномочий по осуществлению помилования и конституционного права осужденного за преступление просить о помиловании.
Президент осуществляет окончательное рассмотрение ходатайства. В случае положительного решения издаётся указ, который направляется высшему должностному лицу субъекта Российской Федерации, в Министерство внутренних дел Российской Федерации, территориальный орган уголовно-исполнительной системы и администрацию учреждения, которая осуществляет непосредственную его реализацию.
В случае отклонения Президентом Российской Федерации ходатайства о помиловании повторное рассмотрение обращения осужденного допускается не ранее чем через год, за исключением случаев возникновения новых обстоятельств, имеющих существенное значение для применения акта помилования.

#### Помилование без ходатайства осуждённого
Спорным является вопрос о помиловании без ходатайства осуждённого. С одной стороны, в настоящее время возможность помилования осуждённого без его ходатайства не предусмотрена в явной форме никакими нормативными актами, кроме Конституции. Исключение составляет помилование осужденного к смертной казни, которое возможно и без согласия осуждённого (ч. 3 ст. 184 УИК РФ). Кроме того, до 5 апреля 2010 года ч. 5 ст. 113 УИК РФ упоминала возбуждение ходатайства о помиловании среди прочих мер поощрения, применяемых к осуждённым.
С другой стороны, ни Конституция, ни Уголовный кодекс ничем не обуславливают президентское право помилования осуждённого, в связи с чем основания и порядок помилования оставляются на полное усмотрение Президента РФ. Указ № 1500 и статья 176 УИК РФ регламентируют лишь процедуру помилования по ходатайству осужденного. В них не содержится положений, запрещающих помилование без такого ходатайства. Это даёт основание некоторым учёным утверждать о возможности помилования осуждённого и без его просьбы. Впрочем, в 2016 году юристы утверждали, что в их практике были случаи, когда отказывались рассматривать прошения о помиловании, поданные адвокатом или близким родственником.
Имеются и исторические основания помилования без согласия осуждённого. В юридической науке и практике Российской империи считалось, что «при помиловании после судебного приговора о согласии на то милуемого не может быть и речи, так как оно касается лица, уже признанного виновным и приговоренного к наказанию».
Без личного ходатайства были помилованы Надежда Савченко (в 2016 году) и Олег Сенцов (в 2019 году); Александр Кольченко также заявил, что не подавал ходатайства. 

#### Помилование по политическим мотивам
В постсоветской России имели место случаи помилования по политическим мотивам с нарушением процедуры помилования и очень оперативно. Особенно часто это происходит, когда помилованного "обменивают" на гражданина (граждан) России, осужденных за аналогичные преступления судом другого государства. Например, в 2016 году Надежду Савченко перед ее обменом на двух осужденных украинским судом россиян президент России помиловал по ходатайствам потерпевших по ее уголовному делу и без предварительного рассмотрения в комиссии по вопросам помилования Ростовской области. Ученого Игоря Сутягина помиловали буквально за сутки до обмена на арестованных сотрудников ГРУ. Оперативное помилование по политическим мотивам может происходить и в случае, когда помилованного не обменивают. Например, Михаил Ходорковский был помилован спустя примерно сутки после подачи прошения о помиловании.
Быстро могут рассмотреть ходатайство о помиловании в случае, если дело человека вызывает большой общественный резонанс. Например, в феврале 2017 года Уполномоченный по правам человека в Свердловской области Татьяна Мерзлякова предложила осужденной за репост видеоролика Евгении Чудновец подать прошение о помиловании, уведомив, что положительное заключение на него готов дать губернатор Свердловской области Евгений Куйвашев. Мерзлякова предложила Чудновец подать прошение о помиловании в пятницу 10 февраля 2017 года, обещая, что его могут рассмотреть уже 13 февраля того же года (то есть в понедельник) и в тот же день отправить документы в Администрацию Президента России, где по словам свердловского Уполномоченного, уже ждали их. Чудновец от помилования отказалась и вскоре была оправдана.

## Помилование в США
Право помилования по федеральным преступлениям в США (power to grant reprieves and pardons for offenses against the United States) принадлежит, согласно 2-й статье Конституции США, Президенту США, исключая случаи импичмента. Прерогатива, по толкованию Верховного Суда США, включает: полное прощение за преступление, условное прощение, смягчение приговора, условное смягчение приговора, снятие наложенного штрафа и конфискации, отсрочку исполнения приговора и амнистию.
Прошения о помиловании направляются Президенту, который либо удовлетворяет прошение, либо отказывает в помиловании; обычно заявления предварительно представляются на рассмотрение и вынесение необязательной рекомендации чиновнику, занимающему специальную должность при Президенте (Office of the Pardon Attorney).